# Nancy (muñeca)
Nancy es una muñeca de la empresa de juguetes Famosa, creada en el año 1968.

## Historia

### Primeros años
En 1968, la empresa Famosa crea una serie de muñecas con el nombre Nancy, la muñeca estrella de la firma que supuso un gran impulso en el ámbito de las ventas. Su presentación en sociedad tuvo lugar el 9 de junio de ese año.
Anteriormente al lanzamiento de Nancy, Famosa ya había sacado al mercado algunos modelos de muñecas de las denominadas "maniquí": Guendalina, Paulova y Pierina. Se puede decir que son las predecesoras de Nancy.
Nancy comenzó a viajar por las ferias más emblemáticas del momento y comenzó a dar los primeros pasos del proyecto. El diseño de Nancy fue obra de Agustín Juan Alexander (apodado Tino Juan), diseñador de juguetes, quien ideó el proyecto de lanzar una muñeca maniquí de plástico más moderna y adaptada a los tiempos, proyecto que fue bien acogido por Famosa. Desarrolló la nueva muñeca a partir de su más cercana predecesora, Pierina, de 56 cm, creando finalmente la nueva muñeca Nancy con un cuerpo articulado de 42 cm. Otro rasgo que diferenciaba el nuevo modelo era una melena más larga. El aspecto de Nancy, con respecto a las muñecas anteriores, era más moderno, y su vestuario seguía la moda del momento. Cuando nació Nancy, no se había lanzado ninguna muñeca similar hasta la fecha.
No se conoce el origen de su nombre. Lo que sí sabemos es que, desde su nacimiento, Nancy se convirtió en la reina de las jugueterías, ya que era más que una simple muñeca: era un referente de la sociedad del momento que comenzó a emerger en el país. Tras un primer lanzamiento de la muñeca con unos estuches que encarecían demasiado el precio del producto, la compañía Famosa creó unos estuches más sencillos, lo que propició la bajada del precio en un 30 % y aumentó las ventas de forma considerable.

### Años 1969 - 1975
En 1968, Famosa empezó a crear los primeros accesorios para la muñeca y al año siguiente empezaron las ventas internacionales. Nancy empezó a aumentar su ropero y aparecieron los primeros muebles: la cama, el armario, el sifonier, etc. Es entonces cuando empiezan a salir los primeros anuncios publicitarios de la compañía en la prensa escrita hablando de la muñeca. Si en los primeros de esos anuncios se apela a las niñas con el mensaje "¿quieres ser su mamá?", pronto se sitúa a la muñeca en un plano de igualdad, presentándola como una amiga y, al mismo tiempo, un ideal al que parecerse: «Nancy es una chica moderna, que trabaja, tiene una cara preciosa y unos cabellos que permiten todo tipo de peinados, un ropero lleno de modelos para todas las ocasiones, su dormitorio, sus maletas, sus postizos, sus bolsos… Una muñeca con la que jugar a cómo te gustaría ser de mayor».
La imagen de la muñeca coincide con la de una joven emancipada que estudia, trabaja y tiene una animada vida social. Y cuenta con la vestimenta y accesorios ideales para cada ocasión, recogidos en los catálogos de ropa y complementos que se editaban cada año.
Cuando otras firmas lanzan muñecas similares, Famosa defiende en sus anuncios la autenticidad de Nancy con el mensaje "Esta es la Nancy de verdad".
La publicidad de Famosa no se limitaba a anuncios en prensa sino que pronto alcanzó la televisión, lo que contribuyó sin duda a la gran acogida que tuvo Nancy. Un hito a destacar es el anuncio de Navidad de "Las muñecas de Famosa" que, junto con su jingle, quedará en el imaginario colectivo de toda una generación. La primera versión del anuncio apareció en 1970, si bien le sucederían otras versiones hasta muchos años después.

### Años 1976 - 1979
En 1976 aparece por primera vez en catálogo la que sería "la hermana de la Nancy": Lesly. Lesly es una muñeca un poco más pequeña que Nancy, de aproximadamente 33 cm. Pronto contó con su propio surtido de ropa y accesorios, aunque no llegó a ser tan variado y con tantas referencias como el de Nancy.
En el año 1977, Nancy recibe el premio Aro de oro a la mejor muñeca para niña. La muñeca de Famosa tiene el honor de ser la primera muñeca en aparecer en la portada en color de la publicación «Juguetes y juegos de España».
Lucas, "el amigo de Nancy" llegaría en 1979. Él también tuvo sus propios conjuntos, y estos se presentaban juntamente con los de Nancy en sus catálogos.

### Año 1989
Famosa saca a la venta en 1989 una serie de 68 modelos de ropa al estilo de grandes modistas, pero amenazada por la competidora Barbie, las ventas empiezan a disminuir hasta las 400 000 unidades. Por fin, en 1996 abandona las estanterías de las jugueterías. Después de eso, hubo momentos en que las ventas fueron lentas. De 1995 a 1996 , las ventas de las "Muñecas Sailor Moon" de Bandai superaron las ventas de Nancy en un solo año, pero en 1996 , volvieron a la cima de las ventas de muñecas de vestir.

### Relanzamiento
Nancy volvió a las jugueterías el año 2000 con una nueva colección de Nancy en cajas rosas y vestidos de la época realizados con alta calidad y detalle. En esta nueva etapa se relanza la muñeca con la campaña «Nancy y el mundo», con la que las muñecas Nancy que salen a la venta tienen las características de las diferentes partes del mundo: Japón, Centro Europa, Oceanía. De este modo los anuncios de Nancy han ido evolucionando tanto en el aspecto característico de la simple muñeca como en las diversas historias y espacios que Nancy ha vivido o vivirá.
Estas Nancys de colección, editadas entre los años 2000 y 2005 (ambos inclusive), fueron distribuidas por la compañía Quirón. Por lo limitado de edición y su alta calidad, son muy valoradas por los coleccionistas, que las suelen apodar por el nombre genérico de "Nancys Quirón".

### La nueva Nancy
En 2006, tras un pequeño vacío, la compañía decide relanzar la marca, con un nuevo diseño, totalmente renovado y distinto al de la Nancy clásica. La muñeca es más grande, con una imagen más acorde al gusto de los tiempos. La nueva Nancy se lanzó en navidades, alcanzando unas ventas de 60 000 unidades en los dos meses de campaña. Para diferenciarla del modelo clásico, los coleccionistas de Nancy suelen llamarla "Nancy new", aunque la marca y denominación "oficial" sigue siendo simplemente Nancy.

### Reediciones y ediciones especiales para coleccionistas
Con motivo del 40 aniversario de la muñeca, en 2008 llegó al mercado un pack conmemorativo con dos Nancys, una Nancy clásica con un vestido que reeditaba al antiguo modelo "Fiesta" junto con un abriguito similar al modelo "Visón", y una Nancy new. Se presentó en dos versiones, ya que la nueva Nancy venía en dos colores distintos de vestido.
Desde ese año y hasta la fecha, al tiempo que producen Nancys de las nuevas, Famosa ha sacado reediciones de la antigua Nancy (incluyendo los modelos de vestidos), y otras ediciones especiales de las Nancy del modelo clásico. Entre estas últimas, las Nancys de comunión tienen una permanencia más extendida en el mercado, ya que su edición no es tan limitada en número como otras. De las distintas reediciones y ediciones especiales, algunas se han distribuido en jugueterías y grandes superficies en general, mientras que otras son de distribución exclusiva por El Corte Inglés.
Algunas ediciones especiales destacadas:
- La Nancy de tu vida: en 2009 se reeditó la Nancy Blue Jeans, tras haber sido la elegida en una encuesta entre más de 20 000 participantes.[5] Se trataba de una Nancy negra, con el pelo a lo afro y vestida con tejanos y camiseta .
- En el 45 aniversario de la muñeca, la elegida como edición conmemorativa fue una Nancy pelirroja, reedición del modelo Gran Gala.
- Las Nancys Ion Fiz: el diseñador de moda español Ion Fiz tiene un especial cariño por esta muñeca, ya que sus primeros pasos en la moda los dio realizando vestiditos para las Nancys de su hermana. Por ese motivo, han salido al mercado dos Nancys con sus diseños: La "Nancy by Ion Fiz" en 2011 y la "Nancy Colección Novia Ion Fiz" en 2017.
- En 2018 hemos alcanzado el 50 aniversario de Nancy, que se ha convertido así en la muñeca más longeva del mercado español. Este acontecimiento ha tenido eco en numerosos medios de comunicación y en todo el país se han organizado eventos y exposiciones de Nancy por parte de entusiastas de la muñeca. El modelo que Famosa ha elegido para celebrarlo es una Nancy realizada en colaboración con la firma Swarovski, con un colgante en forma de corazón y apliques de cristal de esta firma sobre un vestido de gala diseñado especialmente para la ocasión.[6][7][8]

## Fabricación de la muñeca Nancy
«El proceso de creación de la muñeca Nancy comienza con la obtención de moldes de las diferentes partes del cuerpo que forman la muñeca. Primero se realizan los moldes de las partes delanteras y seguidamente los contramoldes y al unirlos forman moldes definitivos que, desde luego, están vacíos». 
Los moldes de brazos y cabeza se colocan en los llamados «platos». Estos se llenan con una mezcla especial de vinilo que es la goma que lleva a la que se añade una mezcla de tinte que es lo que determinará el color de la pieza: diferentes tonos de piel blanca o negra. Una vez se han llenado todos los moldes con el tamaño correcto se ponen dentro de los «platos» que son colocados dentro de los hornos donde estarán en movimiento constante para que las piezas se sequen. Una vez secas, se retiran del horno y se abren los moldes, con una pieza de madera (para no dañar la boca del molde) se van extrayendo una a una cada pieza (cabeza y brazos) y se colocan sobre superficies de madera para su enfriamiento.
El cuerpo y las piernas necesitan otro tipo de tratamiento llamado «soplado». Para estas piezas se hace una mezcla de plástico (polipropileno de baja densidad) con un colorante. Dicha mezcla se introduce en la máquina de «soplado», donde se calienta y cae en forma cilíndrica en el interior de los moldes (pierna o cuerpo) que constan de dos piezas enfrentadas. A continuación se inyecta aire a presión de forma que el plástico caliente se expande contra las paredes del molde y a su vez se enfría. Así la pieza puede extraerse sin quemarse y sólo se ha de recortar el sobrante de plástico que se genera en la parte superior e inferior de la pieza.
Los jefes envían a coser el cabello, que se cose desde la nuca hasta el centro de la cabeza. El cabello se cose con unas máquinas que van cogiendo el cabello, previamente fabricado por Fabripel, que está colocado en bolsas de 5 m que hacen la función de carretes para una máquina de coser normal. La siguiente fase es la colocación de los ojos, que lo lleva a cabo una máquina de presión. Después decoran la cara pintando las cejas y poniéndole maquillaje. Seguidamente se peina el cabello en la sección de peinados.
En la sección de «acabados» es donde definitivamente se da forma a la muñeca.
1. Tras el montaje de piernas, brazos y cabeza, las operarias se encargan de vestirla.
2. Se colocan en los soportes de cartón que conforman su estuche individual.
3. Los estuches donde se introducen las Nancys serán clasificados según la modalidad. Después se transportarán al almacén. Una vez allí los camiones las distribuirán a diferentes establecimientos.

La fabricación de estas muñecas se realiza actualmente en China.

## Características
La Nancy, con el paso del tiempo ha ido evolucionando.

### En los 70
Las primeras Nancy tienen una cintura fija, un tobillo grueso, y unos brazos que están hechos de vinilo (material plástico). Seguidamente a mediados de los años setenta aparecerán las muñecas que son articuladas, pudiendo girar la cintura, y mover el cuello. Sin embargo, a finales de los años setenta se volverán a poner de moda las Nancys que no son articuladas. Finalmente, los tobillos los hacen más pequeños, y los brazos comienzan a ser de goma, blandos y más flexibles. El pelo normalmente es largo, liso, rubio o pelirrojo. Como curiosidad podemos decir que solo existió una Nancy blanca de cabello moreno, la Nancy Geisha, con los ojos de color miel. Con el pelo oscuro y los ojos azules, verde o turquesa aparecerán las Nancys de piel morena o negra. Las había con cabello liso largo, más o corto y a lo «afro».

### En los 80
Desaparecen las Nancy con la cintura articulada y comienzan a fabricarse con pestañas onduladas y las cejas dibujadas. Suelen ser muñecas con muchas pecas, y empiezan a aparecer las Nancy morenas y los peinados  mucho más variados. Aparecen las Nancy musicales, que tienen un mecanismo interno que  permite escuchar música y gira la cintura, como por ejemplo la canción: «Cumpleaños», o la Nancy Oriental con la canción "Sakura". Se incorpora a la colección la icónica “Selene, la amiga espacial de Nancy” una muñeca de las mismas medidas pero diferente molde de cara, cuyos ojos verdes se iluminaban al contacto con su medallón intergaláctico. También aparece una versión "aerobic" con piernas flexibles (con un esqueleto interno metálico y piernas de espuma).

### En los 90
Aparecen las Nancy que bailan, que les crece el pelo, que se pueden pintar o se ponen morenas si las dejas al sol, que mueven la boca como si hablaran. Llegaron a existir muchas variaciones de muñecas, ya que según la época o los intereses comerciales se han ido modificando.